# Стенворд
Стенво́рд (фр. Steenvoorde) — коммуна во Франции, регион О-де-Франс, департамент Нор, округ Дюнкерк, кантон Ворму. Расположена в 43 км от Лилля и 32 км от Дюнкерка, на границе с Бельгией. Через территорию коммуны проходит автомагистраль А25.
Население (2017) — 4 368 человек.

## Достопримечательности
- Церковь Святого Петра высотой 92 м
- Несколько средневековых ветряных мельниц

## Экономика
Структура занятости населения:
- сельское хозяйство — 3,9 %
- промышленность — 32,1 %
- строительство — 9,3 %
- торговля, транспорт и сфера услуг — 32,5 %
- государственные и муниципальные службы — 22,2 %

Уровень безработицы (2017) — 11,8 % (Франция в целом — 12,8 %, департамент Нор — 17,2 %). 

Среднегодовой доход на 1 человека, евро (2017) — 21 090 (Франция в целом — 25 140, департамент Нор — 18 575).

## Демография
Динамика численности населения, чел.

## Администрация
Пост мэра Стенворда с 1999 года занимает член партии Республиканцы Жан-Пьер Батай (Jean-Pierre Bataille). На муниципальных выборах 2020 года возглавляемый им правый список одержал победу в 1-м туре, получив 61,99 % голосов.
| Период | Период | Фамилия        | Партия                                   | Примечания                                                 |
| ------ | ------ | -------------- | ---------------------------------------- | ---------------------------------------------------------- |
| 1965   | 1999   | Жан-Поль Батай | Союз за французскую демократию           | фармацевт, сенатор, член Генерального совета департамента  |
| 1999   |        | Жан-Пьер Батай | Союз за народное движение, Республиканцы | фармацевт, член Совета региона Нор-Па-де-Кале и О-де-Франс |

## Галерея

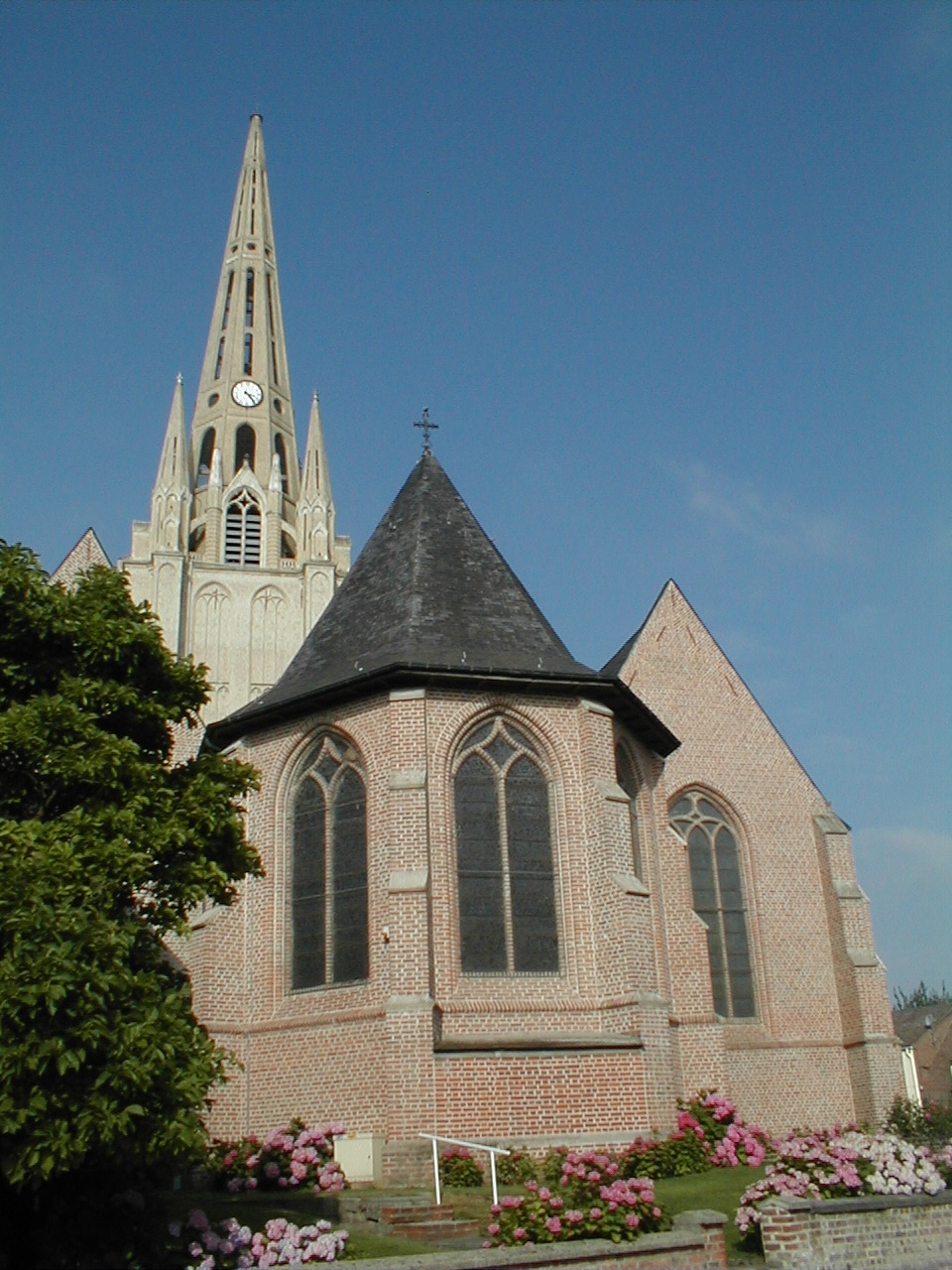
Церковь Святого Петра
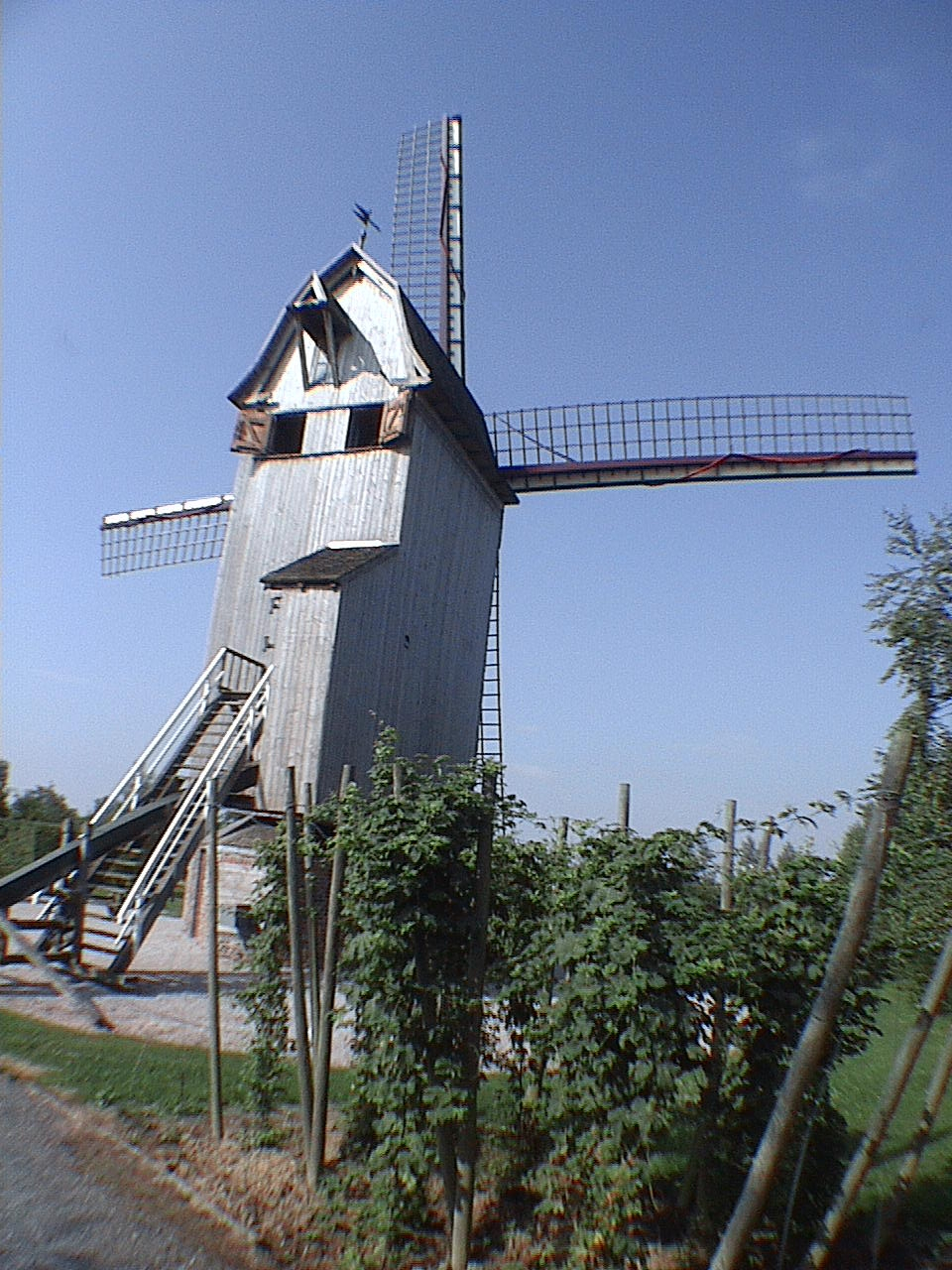
Мельница в Стенворде
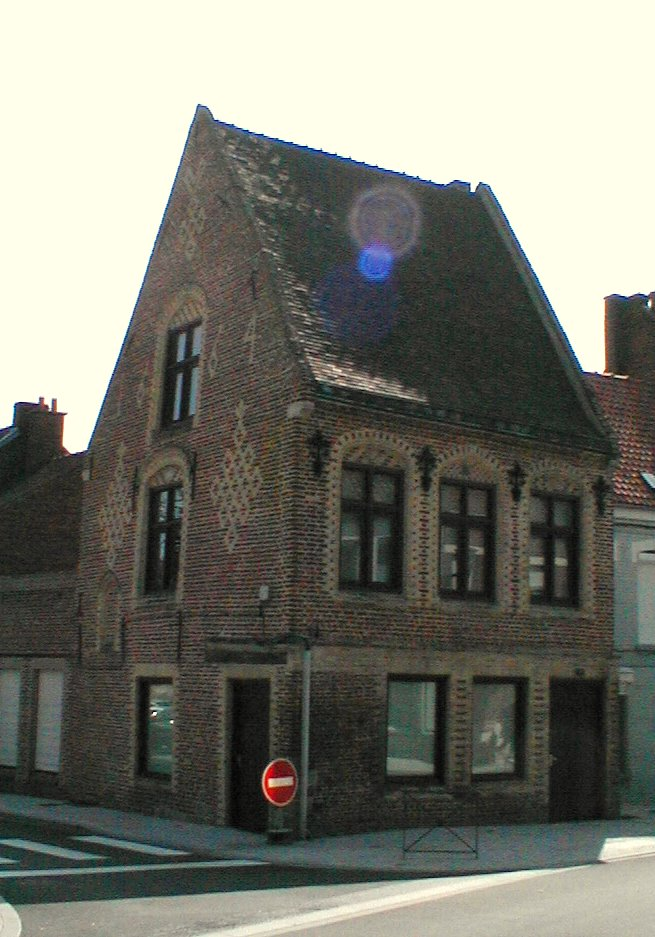
Дом священника XVII века